# Suwon Samsung Bluewings
Suwon Samsung Bluewings (korejsky 수원 삼성 블루윙즈) je jihokorejský fotbalový klub, který sídlí ve městě Suwon v provincii Kjonggi.
Klub byl založen v roce 1995 a je vlastnictvím firmy Samsung. Jeho název znamená „modrá křídla“ a symbolizuje touhu po rozletu. Klubové barvy jsou modrá, bílá a červená a ve znaku Bluewings je suwonská pevnost Hwasong, která patří mezi Světové dědictví. Domácí zápasy tým hraje na stadionu Suwon World Cup Stadium z roku 2001 zvaném Big Bird, ležícím na východním předměstí Suwonu, který má kapacitu 43 959 míst.
Od roku 1996 je nepřetržitě účastníkem nejvyšší soutěže K League 1, kterou vyhrál v letech 1998, 1999, 2004 a 2008. Korejský fotbalový pohár Suwon vyhrál v letech 2002, 2009, 2010, 2016 a v letech 1996, 2006 a 2011 byl finalistou. Je také šestinásobným vítězem ligového poháru (Adidas Cup 1999, Daehan Fire Insurance Cup 1999, 2000, 2001, 2005 a 2008) a trojnásobným vítězem superpoháru (1999, 2000 a 2005).
Na mezinárodní scéně klub vyhrál Ligu mistrů AFC i Superpohár AFC v letech 2001 a 2002 a také poslední ročník panpacifického mistrovství v roce 2009.
Od roku 2007 klub také provozuje mládežnickou akademii, která získala mistrovský titul v letech 2010 a 2012.  